# Черкасов, Алексей Тимофеевич
Алексе́й Тимофе́евич Черка́сов (20 мая [2 июня] 1915, Енисейская губерния — 13 апреля 1973, Симферополь) — советский писатель-прозаик и драматург. Автор трилогии «Сказания о людях тайги» — романов «Хмель» (1963), «Чёрный тополь» (1969), «Конь рыжий» (1972).

## Биография
Родился в 1915 году в деревне Потаповой Даурской волости (ныне на дне Красноярского водохранилища) Енисейской губернии в крестьянской семье. Отрочество и юность он провёл в детских домах Минусинска и Курагино.
Писать начал в юности — сначала стихи, затем создал пьесу. В 1934 году им была опубликована пьеса «За жизнь», которую поставили в Минусинском драматическом театре.
В числе воспитанников Курагинской коммуны Алексей Черкасов был направлен на обучение в Красноярский агропедагогический институт. Не закончив его, после двух лет обучения, уехал по комсомольскому призыву в Балахтинский район, чтобы проводить коллективизацию. Работал агрономом в колхозах Красноярского края и Северного Казахстана.
В 1937 году Черкасова арестовали в Казахстане по ложному обвинению «как турецкого шпиона» и отправили строить Волго-Донской канал. Виновным себя он не признал. Через три года тюрьмы и лагерей, в 1940 году, его освободили, сняли судимость и даже выплатили компенсацию за всё время заключения. В эти годы были утрачены рукописи двух первых, неоконченных и утерянных, романов Черкасова «Ледяной покров» и «Мир, как он есть».
В 1942 году Черкасов был снова арестован, отбывал тюремное заключение в Минусинской, Абаканской и Красноярской тюрьмах. Его собирались расстрелять, но признали невменяемым и отправили на принудительное лечение в Красноярскую психиатрическую больницу. Цензор НКВД Полина Дмитриевна Москвитина по долгу службы читала письма Алексея к матери и по ним влюбилась в него. Девушка не побоялась прийти в психбольницу познакомиться с Алексеем Черкасовым, а вскоре и добиться его освобождения. В 1943 году А. Т. Черкасов был отправлен в Минусинск, где женился на П. Д. Москвитиной. Полина Дмитриевна 30 лет, до самой смерти Алексея Черкасова, была его женой, другом и товарищем по литературной работе — соавтором двух последних романов его знаменитой трилогии. С осени 1946 года Черкасовы жили в Красноярске. Первая книга повестей и рассказов А. Т. Черкасова «В стороне сибирской» вышла в 1949 году в Москве в издательстве «Советский писатель». В 1969 году Алексей Черкасов переехал с семьёй в Симферополь.
Умер 13 апреля 1973 года. Похоронен на Симферопольском городском кладбище Абдал.

## Награды
- орден «Знак Почёта» (28.10.1967)

## Работа над романом «Хмель» и трилогией «Сказания о людях тайги»
В 1941 году писатель получает письмо из деревни Подсинее, что близ города Абакан. Письмо написано с буквой «ять», с фитой-ижицей, прямым, окаменелым почерком, и было похоже по словам самого писателя на «письмо с того света». Под письмом стояла подпись «Ефимия, дочь Аввакума из Юсковых, проживающая в деревне Подсиней у Алевтины Крушининой». Бревенчатую избёнку Крушининой, наполовину вросшую в землю, тогда и посетил Черкасов. Там он нашёл Ефимию, историю которой и записал.
Ей было 136 лет. Она имела настоящий советский паспорт, выданный ей в 1934 году. Указанный год рождения — 1805-й. Старуха-старообрядица рассказала писателю, что в 1812 году в первую Отечественную войну, будучи ребёнком, сама видела Наполеона. В революцию 1917 года ей было уже 112 лет, и дожила она до Великой Отечественной войны советской эпохи.
Образ прапрадеда Черкасова, легендарного декабриста, сосланного в Сибирь, стал прообразом возлюбленного Ефимии каторжника Лопарева, описанного на основании рассказов деда писателя, Зиновия Андреевича Черкасова.
Сюжет начинается после восстания декабристов в 1830 году, когда Ефимии 25 лет. В момент появления её в Белой Елани (одно из основных мест действия романа) Ефимии 55 лет (1861 г.).
Вся трилогия состоит из разделов, обозначенных как завязь, а завязь состоит из глав. Период действия трилогии с 1830 года по 1955 год.
Повествование романа «Хмель» (1963) заканчивается вскоре после Октябрьской революции 1917 года.
Роман «Конь рыжий» (1972) рассказывает о событиях в Енисейской Сибири во время гражданской войны.
Роман «Черный тополь» (1969) охватывает периоды после разгрома колчаковщины, годы Великой Отечественной войны и первых послевоенных лет.
Действия происходит в Енисейской губернии, а также в Красноярске и Минусинске.
В 1950-е годы, работая в Минусинске над романом «Хмель», автор использовал материалы Мартьяновского музея.
В 1963 году в Красноярске выходит первое издание романа «Хмель». Оно не имеет ничего общего с опубликованными в 1956—1962 годах в журналах «Енисей», «Сибирские огни», «Нева» сокращёнными главами романа. При жизни автора вышло пять изданий общим тиражом более трёх миллионов экземпляров. В каждое новое издание писатель вносил изменения, совершенствовал текст, перерабатывал, исключал и добавлял целые главы.

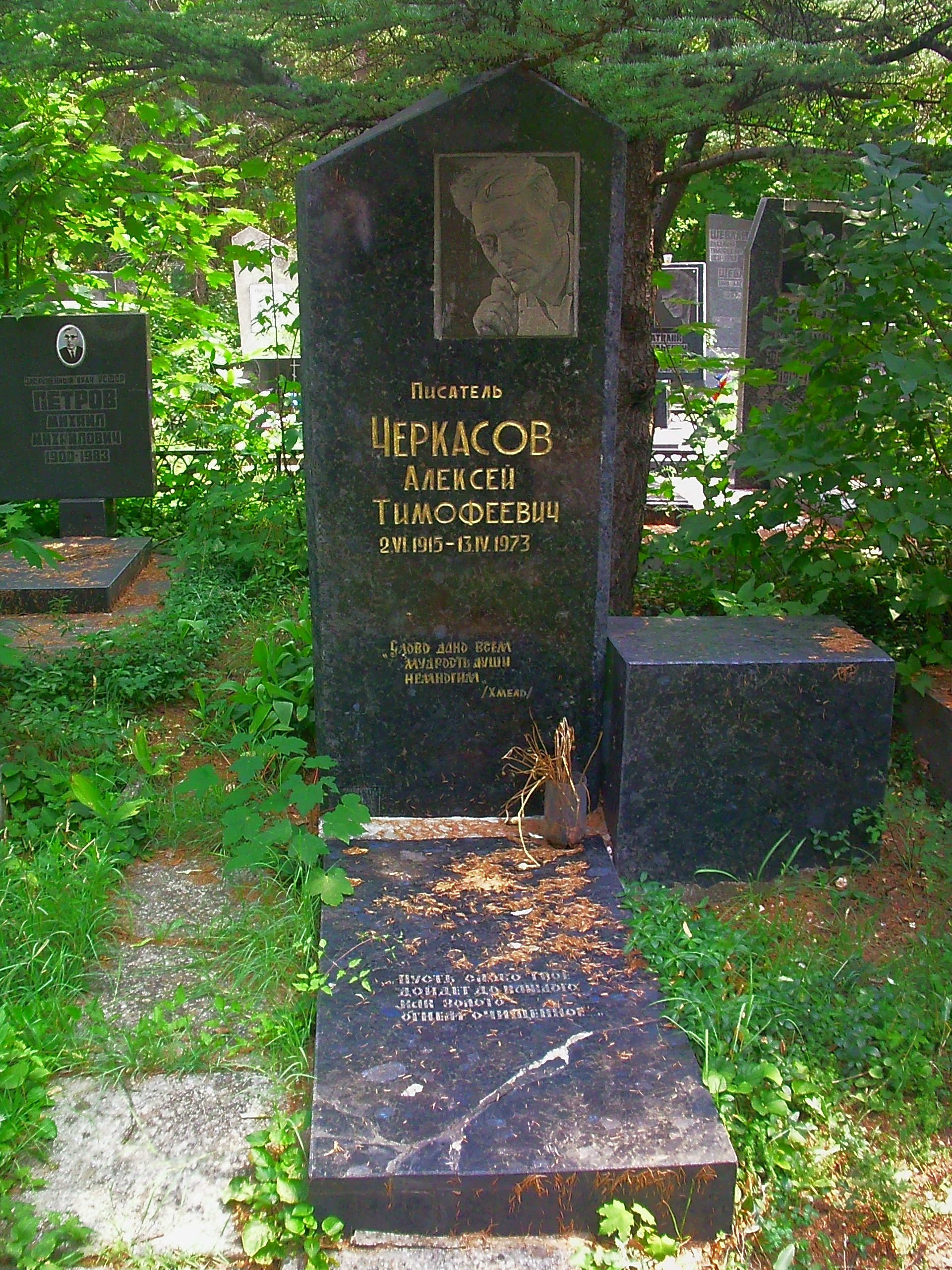
Могила Черкасова в Симферополе

## Произведения
- «Ледяной покров». Роман. 1933—1934 гг.[3]
- «Мир, как он есть». Роман. 1940—1941 гг.[3]
- «В стороне сибирской». Повести и рассказы. М.: Сов. писатель, 1949 г. — 200 с., 15 000 экз.
- «День начинается на Востоке». //Октябрь. 1949 г. Ч. 1. Л"№ 5-7. / Отд. изд-я: Магадан, 1952 г.; Красноярск: Кн. изд-во, 1957 г.
- «Лика». Повесть. // Енисей. 1939 г. Кн. 23. / Отд. изд-е: Красноярск: Кн. изд-во, 1959 г.
- «Хмель». Роман. // Нева. 1961 г. № 11-12. (Сокр. вариант) / 1-е отд. изд-е: Красноярск: Кн. изд-во, 1963 г. Т. 1-3; Новосибирск, 1964.; 2-е изд., доп.: Красноярск, 1966 г.; М.: Худ. лит-ра, 1967 г. (Роман-газета, №№ 22-24), М.: Худож. литература,1972 г.
- «Ласточка» Повесть. // Сиб. огни, 1962 г., № 2. / Отд. изд-е: Новосибирск: Кн. изд-во, 1963 г.; М.: Сов. Россия, 1965 г.
- «Шумейка». Абакан: Хаккнигоиздат, 1962 г.
- «Чёрный тополь. Сказания о людях тайги» / В соавторстве с П. Д. Москвитиной. Красноярск: Кн. нзд-во, 1969 г.
- «Конь рыжий. Сказания о людях тайги» / В соавторстве с П. Д. Москвитиной. Красноярск: Кн. изд-во, 1972 г.

## Экранизации и театральные постановки
- 1991 — Хмель
- Спектакль-дилогия «Хмель» (постановка В. П. Пашнина) Минусинского драматического театра удостоен Государственной премии РСФСР имени К. С. Станиславского за 1986 год.

## Память
- Мемориальная доска установлена в Симферополе (открыта 12 июня 2012 года на доме 14 по улице Самокиша, в котором писатель жил с июня 1969 года по 13 апреля 1973 года)
- Мемориальная доска в Красноярске, на доме, где жил писатель
- Памятный камень в с.Таяты Красноярского края с надписью: "Земляку Алексею Черкасову, посвятившему "Сказание о людях тайги" удивительной природе Красноярского края и рассказавшему миру о том, как исторически складывался сильный сибирский характер". Установлен в 2009 г.